# Bohoczki Sára
Bohoczki Sára (Budapest, 1987. január 6. –) magyar színésznő, bábszínésznő.

## Életpályája
1994–2001 között az Ady Endre Ének-Zene Tagozatos Általános Iskolában tanult. 2001–2005 között a Szabó Ervin Gimnázium tanulója volt. 2006–2008 között az Új Színház stúdiójának tagja volt. 2008–2013 között a Színház- és Filmművészeti Egyetem hallgatója volt, színművész-bábszínész szakon. 2013–2015 között a Miskolci Nemzeti Színház tagja volt, ahol többek között egyetemi gyakorlatát is töltötte. 2015-től a Budaörsi Latinovits Színház színésznője.

## Fontosabb színházi szerepei
- Thornton Wilder: A Házasságszerző (Minnie Fay) – 2017/2018
- Miklya Luzsányi Mónika – Miklya Zsolt: Cerka Tinka És A Szürke Lord (Szereplő) – 2017/2018
- Lev Tolsztoj: A Sötétség Hatalma (Akulina) – 2017/2018
- Johann Nepomuk Nestroy: A Talizmán (Szalome, Parasztlány) – 2016/2017
- Samuel Beckett: Godot-Ra Várva (G Küldötte, G Küldötte) – 2016/2017
- Karel Čapek: A Fehér Kór (Csitri, Újságíró) – 2016/2017
- Örkény István: Macskajáték (Egérke) – 2016/2017
- Thomas Middleton – William Rowley: Maskarák (Beatrice-Joanna, Vermandero Lánya) – 2016/2017
- Alfonso Paso: Hazudj Inkább, Kedvesem! (Elisa) – 2016/2017
- Carlo Collodi – Litvai Nelli: Pinokkió (Táltos Tücsök) – 2015/2016
- William Shakespeare: Rómeó És Júlia (Capuletné) – 2015/2016
- Hans Christian Andersen – Tóth Réka Ágnes: A Kis Hableány (Urszula, A Gonosz Vízi-Boszorka) – 2015/2016
- Wolfgang Amadeus Mozart – Lorenzo Da Ponte – Pierre Augustin Caron De Beaumarchais: Figaro Házassága (Susanna, Rosina Szobalánya ) – 2014/2015
- Agatha Christie: Egérfogó (Miss Casewell) – 2014/2015
- Török Sándor: Kököjszi És Bobojsza (Kököjszi , Anyja ) – 2014/2015
- Florian Zeller: Apa (Laura) – 2014/2015
- Michael Ende: Momo (Okker Ügynök, Cassiopeia, Teknősbéka) – 2014/2015
- Lehár Ferenc: A Víg Özvegy (Praskovia, Prisics Felesége) – 2014/2015
- Michael Frayn: Veszett Fejsze (Sári) – 2013/2014
- Anton Pavlovics Csehov: Sirály (Nyina Mihajlovna Zarecsnaja, Gazdag Földbirtokos Fiatal Leánya) – 2013/2014
- Henrik Ibsen: Rosmersholm (Rebekka West) – 2013/2014
- Luigi Pirandello: Az Ember, Az Állat És Az Erény (Bella, Diák) – 2013/2014
- Fekete Ádám: Mit Csinálsz Ha ... (Szereplő) – 2013/2014
- Woody Allen: Játszd Újra, Sam! (Linda Christie) – 2012/2013
- Presser Gábor – Sztevanovity Dusán – Horváth Péter: A Padlás (Kölyök) – 2012/2013
- Marius Von Mayenburg: A Hideg Gyermek (Léna) – 2012/2013
- Bob Fosse – Fred Ebb – John Harold Kander: Chicago (Gajda) – 2012/2013
- Szőcs Artur – Deres Péter: Mi És Miskolc, Avagy 272307 Lépés A Város Felé (Szereplő) – 2012/2013
- Szép Ernő: Isten Madárkái (Démon) – 2011/2012
- Pierre Notte: Két Néni, Ha Elindul (Bernadette) – 2011/2012
- Olympos High School (Szereplő) – 2011/2012
- Federico García Lorca: Yerma (Szereplő) – 2010/2011
- Esterházy Péter: Én Vagyok A Te (Angyalok Kara) – 2010/2011
- Molière: A Fösvény (Mariane, Cléante Szerelmese; Harpagon Választottja) – 2006/2007

## Filmes és televíziós szerepei
- Hacktion: Újratöltve (2014) ...Gell Zsanett
- Ketten Párizs ellen (2015)
- Mindenből egy van (2016) ...nyomozó
- HHhH – Himmler agyát Heydrichnek hívják (2017) ...
- 200 első randi (2018–2019) ...Soós Kriszti
- Paraziták a Paradicsomban (2018) ...Ápolónő
- Gólkirályság (2023–2024) ...Csabi felesége